# Липники (Краснодарский край)
Липники — село в муниципальном образовании «город-курорт Сочи» Краснодарского края. Входит в состав Молдовского сельского округа Адлерского района.

## География
Через село протекает река Большая Херота.

## Население
| 2002 | 2010 |
| ---- | ---- |
| 263  | ↘153 |

По данным Всероссийской переписи, в 2010 году численность населения села составляла 153 человека (76 мужчин и 77 женщин).

## Улицы
В селе одна улица — Липецкая.